# Vilde pornolyster
|  | Denne artikel er oprettet af botten PalnaBot ud fra en ekstern database. Den kan derfor have sproglige fejl eller mangler. Denne skabelon kan fjernes efter kontrol af indholdet. |

Om en ung pige der forføres af en lesbisk kvinde mens hendes kæreste gør militærtjeneste. Da kæresten vender hjem er pigen endt som narkoman og prostitueret.